# Représentation du Land de Bade-Wurtemberg auprès du gouvernement fédéral
La représentation du Land de Bade-Wurtemberg auprès du gouvernement fédéral se situe dans le quartier des ambassades dans le großer Tiergarten à Berlin. Elle fait le lien entre le gouvernement régional et le Bundesrat et entretient des relations étroites avec le Bundestag et le gouvernement fédéral.

## Présidence
La représentation du Land est subordonnée au ministère d'État du Bade-Wurtemberg. Le chef est le mandataire du Land de Bade-Wurtemberg auprès du gouvernement fédéral.
En règle générale, le mandataire est un secrétaire d'État ou un "ministre des Affaires fédérales" au sein du Staatsministerium Baden-Württemberg, qui organise les affaires du gouvernement. En tout cas, il est membre votant du cabinet. 

### Représentants
- 1952–1953 : August Gögler, directeur ministériel
- 1953–1960 : Oskar Farny (CDU), ministre des affaires fédérales
- 1960–1963 : Walter Hailer (CDU), secrétaire d'État
- 1963–1972 : Adalbert Seifriz (CDU), secrétaire d'État (1963-1966), ministre (1966-1972)
- 1972–1980 : Eduard Adorno (CDU), ministre des affaires fédérales
- 1980–1984 : Annemarie Griesinger (CDU), ministre des affaires fédérales
- 1984–1992 : Heinz Eyrich (CDU), ministre des affaires fédérales
- 1984–1998 : Gustav Wabro (CDU), secrétaire d'État
- 1998–2001 : Willi Stächele (CDU), secrétaire d'État
- 2001–2005 : Rudolf Köberle (CDU), ministre des affaires fédérales
- 2005–2011 : Wolfgang Reinhart (CDU), secrétaire d'État
- 2011–2016 : Peter Friedrich (SPD), ministre pour le Bundesrat, l'Europe et les affaires internationales
- Depuis le 12 mai 2016 : Volker Ratzmann (Alliance 90 / Les Verts), secrétaire d'État

## Bâtiment

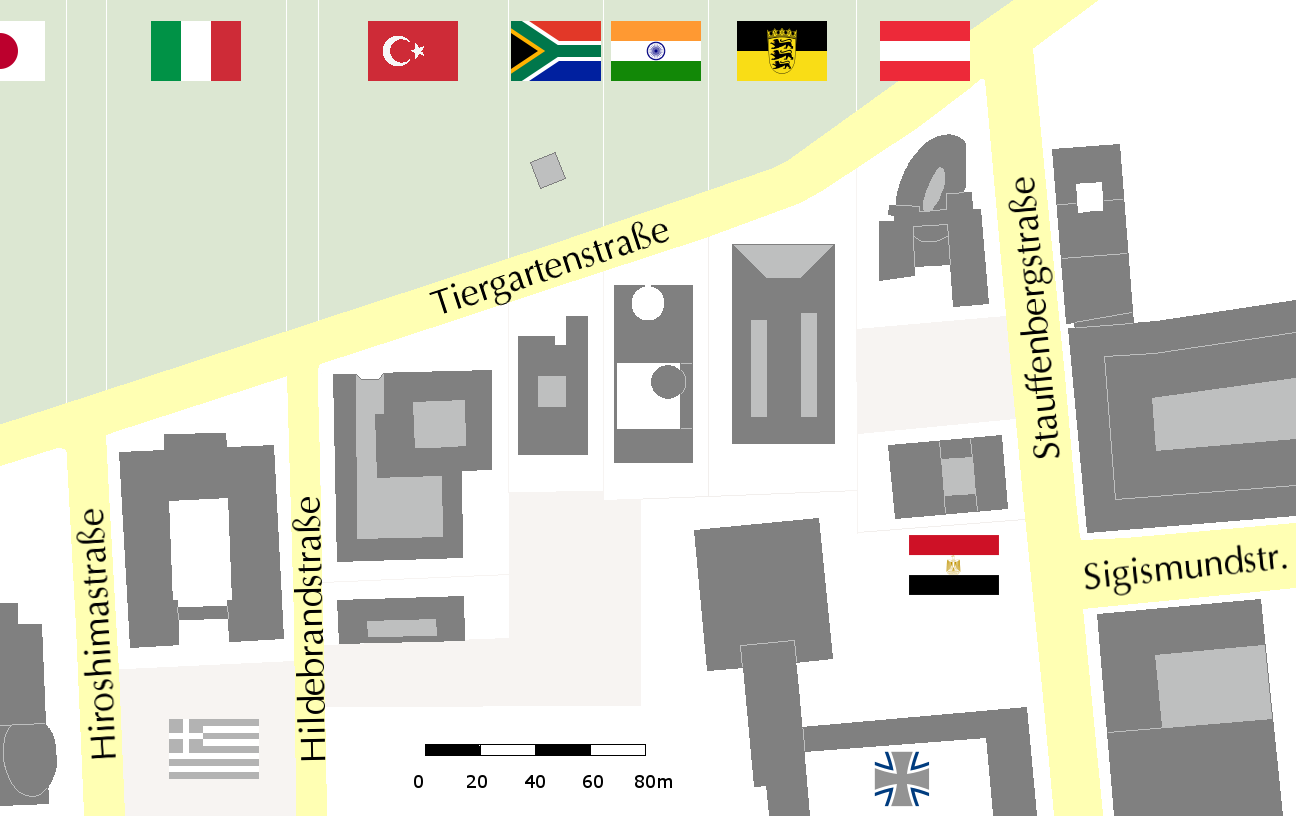
Représentation du Land de Bade-Wurtemberg avec les bâtiments voisins

Construit par l'architecte Dietrich Bangert, le bâtiment se situe dans le quartier des ambassades de Berlin Tiergarten, entre l'ambassade d'Inde et l'ambassade d'Autriche. Il est inauguré en juin 2000. Il s'agit d’un nouveau bâtiment situé sur un terrain qui appartenait à une moitié (anciennement: Tiergartenstraße 15a) une fois à Henri James Simon et à l’autre moitié (Tiergartenstraße 15) du banquier Emil Salomon, père du célèbre photographe Erich Salomon. La nouvelle construction et les terrains coûtent ensemble plus de 40 millions d'euros. Le bâtiment comprend un bar à vin du pays de Bade et une cave à bière et une terrasse sur le toit avec vue panoramique sur Berlin.

## Histoire
Les anciens Länder, le Bade et le Wurtemberg, avaient déjà un établissement approprié, qui revient à son tour aux ambassades auprès du Reich allemand. La première représentation du Bade-Wurtemberg au gouvernement fédéral est construite en 1954 à Bonn et agrandie en 1973. Après le transfert du gouvernement fédéral à Berlin, le Bade-Wurtemberg décide de transférer sa représentation à Berlin.